# Corentin Le Cam
Pas d'image ? Cliquez ici

a Compétitions nationales et continentales officielles uniquement.

b Matchs officiels uniquement.
Corentin Le Cam, né le 8 juin 1999 à Perpignan, est un joueur de rugby à XIII français évoluant au poste de deuxième ligne. Formé au XIII Catalan, il intègre ensuite l'académie des Dragons Catalans et évolue en réserve à St-Estève XIII Catalan avec lequel il dispute la finale de la  Coupe de France en 2019.

## Biographie
Corentin Le Cam commence d'abord à pratiquer le basket, qui l'a aidé à « coordonner ses mouvements et à maitriser son adresse ». Mais convaincu par des amis, il rejoint l'école de rugby du XIII Catalan à l'age de 10 ans.
En parallèle à sa pratique du rugby à XIII, il poursuit des études de kinésithérapie à Gérone.

## Palmarès
- Collectif :
  - Vainqueur du Championnat de France : 2019[3] (Saint-Estève XIII Catalan) et 2025 (Albi).
  - Vainqueur du Championnat d'Europe des moins de dix-neuf ans : 2018 (France).
  - Finaliste de la Super League : 2021 (Dragons Catalans).
  - Finaliste de la Coupe de France : 2019 (Saint-Estève XIII Catalan) et 2025 (Albi).

## Détails en sélection
| 1. | 24 octobre 2021 | Angleterre | 10-30 | Test-match     | Remplaçant | 4 | 1 | - | - |
| 2. | 17 octobre 2022 | Grèce      | 34-12 | Coupe du monde | Remplaçant | - | - | - | - |
| 3. | 22 octobre 2022 | Angleterre | 18-42 | Coupe du monde | Remplaçant | - | - | - | - |

### En club
| Saison    | Club                      | Compétition           | Matchs | Points | Essais | Goals | Drops |
| --------- | ------------------------- | --------------------- | ------ | ------ | ------ | ----- | ----- |
| 2018-2019 | Saint-Estève XIII Catalan | Championnat de France | 8      | 16     | 4      | -     | -     |
| 2019-2020 | Saint-Estève XIII Catalan | Championnat de France | 11     | 28     | 7      | -     | -     |
| 2020-2021 | Saint-Estève XIII Catalan | Championnat de France | 4      | 8      | 2      | -     | -     |